# Jan Thate

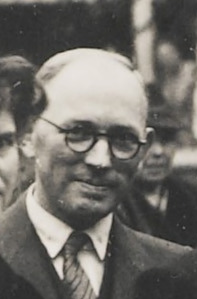
Jan Thate in 1946

Johannes Baptista (Jan) Thate (Vorden, 12 april 1906 – Laren, 9 augustus 1995) was een huisarts in Warnsveld, tevens sterren- en weerkundige en fotograaf. 
Thate werd in 1906 in Huize den Bramel nabij Vorden geboren als zoon van de landeigenaar Wilhelm Julius Thate en Sara Crol. Hij studeerde in 1933 af als arts. Twee jaar daarna trouwde hij met Helena Gerhardina Marina (Leneke) Reich (1913-1992), met wie hij een huisartsenpraktijk begon in Warnsveld. 
Thate interesseerde zich niet alleen voor de geneeskunde, maar ook voor astronomie en weerkunde. Hij bouwde in zijn tuin een eigen observatorium en een weerstation. Hij noteerde op 23 augustus 1944 in Warnsveld 38,6 graden Celsius, een temperatuur die tot 24 juli 2019 gold als het Nederlandse hitterecord. Warnsveld was in die tijd, zo vermeldt Het Vrije Volk veertig jaar later, een termijnstation van het KNMI, waar driemaal per dag de temperatuur werd gemeten. Al vanaf het eind van de jaren twintig publiceerde Thate waarnemingen in Hemel en dampkring, het orgaan van de Nederlandse Vereniging voor Weer- en Sterrenkunde.
In 1975 liet Thate optekenen: "Ik herinner mij nog, dat het een aantal dagen zeer warm was. De mussen lagen, bij wijze van spreken, bij risjes dood in de dakgoot. Of de mensen het toen beseft hebben dat het zo warm was? Ach, het was oorlog en in de kranten stond niets over het weer te lezen en de radio zweeg ook dood. Wie de Engelse radio beluisterde hoorde die dag, dat de Amerikanen Parijs bevrijd hadden..." Volgens Thate beschouwden sommigen de gegeven temperatuur als een grap, ook al werd dezelfde dag in Maastricht 38 graden afgelezen  [in 2016 door het KNMI bijgesteld naar 36,8°C].  In 2006 trok het weerbedrijf MeteoConsult de meting ook in twijfel, maar bood daarvoor later verontschuldigingen aan.
Voor zijn sterren- en weerkundige activiteiten maakte Thate gebruik van fotografie. In de oorlogsjaren maakte hij heimelijk foto's van in Warnsveld verblijvende Duitse soldaten. Later legde hij het dagelijks leven in zijn woonplaats vast. Verder maakte hij tekeningen en schilderijen. Na zijn pensionering was hij actief als amateurarcheoloog en deed een paar opmerkelijke vondsten in de buurt van zijn woonplaats.
Voor zijn verdiensten voor de samenleving van Warnsveld kreeg Thate in 1969 de zilveren legpenning van de gemeente Warnsveld toegekend. In oktober 2017 werd een plantsoen in Warnsveld naar hem genoemd.